# Rinaldo Jacovetti
Rinaldo Jacovetti, (conosciuto anche come Rinaldo da Calvi) (Calvi dell'Umbria, 1475 – 1528), è stato un pittore, scultore e architetto italiano, attivo in Umbria e a Sabina nel XVI secolo.

## Biografia
Secondogenito del pittore Pancrazio Jacovetti da Calvi (1445 ca.- 1516), Rinaldo sposò in età matura Persiana, figlia di maestro Lorenzo da Tarano, probabilmente anch'egli pittore. Nel 1499 è già chiamato 'magister'*, titolo conferito non prima dei venticinque anni. Ebbe due fratelli: un maggiore di nome Giovanbattista e un minore di nome Jacovetto, nessuno dei quali intraprese la carriera artistica.
È ritenuto plausibile che Rinaldo da Calvi abbia iniziato a dipingere nella bottega paterna. Agli esordi fu influenzato dalle opere del Perugino e del Pinturicchio. Ebbe una frequentazione giovanile con Cola dell'Amatrice, attivo anch'egli in Sabina e nel Lazio. A Magliano Sabina e a Stroncone Rinaldo realizzò due *Incoronazioni della Vergine* che risentono del prototipo rappresentato dall'omonima opera dipinta dal Ghirlandaio per gli Osservanti della chiesa di San Girolamo a Narni prima del 1486.

## Alcune opere
- Incoronazione della Vergine, tavola, cattedrale di San Liberatore, Magliano Sabina[2].
- Pentecoste (v. 1520), tavola, chiesa Santa Brigida, Calvi[3].